# Корнеевец, Сергей Михайлович
Сергей Михайлович Корнеевец (род. 1962, Мозырь) — советский гребец-байдарочник, тренер. Серебряный призёр чемпионата мира, трёхкратный чемпион Советского Союза. Мастер спорта СССР международного класса.
Выступал за сборную СССР в середине 1980-х годов. Победитель многих регат республиканского и всесоюзного значения. На соревнованиях представлял спортивное общество «Буревестник», Также известен как тренер по гребле на байдарках и каноэ, старший тренер резервной сборной Республики Беларусь.

## Биография
Сергей Корнеевец родился в 1962 году в городе Мозыре Гомельской области Белорусской ССР. Активно заниматься греблей начал в раннем детстве, проходил подготовку на местной гребной базе и позже в Гомельской областной школе высшего спортивного мастерства. Тренировался под руководством Владимира Владимировича Шантаровича и Виталия Викторовича Скриганова, состоял в добровольном спортивном обществе «Буревестник».
Первого серьёзного успеха на взрослом всесоюзном уровне добился в 1984 году, когда вместе с напарником Виктором Детковским одержал победу на чемпионате СССР в зачёте двухместных байдарок на дистанции 10000 метров. Год спустя повторил этот результат, ещё через год в третий раз подряд стал чемпионом десятикилометровой дисциплины двоек. Благодаря череде удачных выступлений удостоился права защищать честь страны на чемпионате мира 1986 года в Монреале, где в паре с тем же Детковским завоевал серебряную медаль — в решающем заезде десятикилометровой гонки их обошёл только венгерский экипаж Габора Кульчара и Ласло Гиндля. За выдающиеся спортивные достижения удостоен почётного звания «Мастер спорта СССР международного класса».
После завершения спортивной карьеры Сергей Корнеевец перешёл на тренерскую работу. Работал тренером про гребле на байдарках и каноэ в мозырской специализированной детско-юношеской школе олимпийского резерва. Возглавлял резервную сборную Республики Беларусь по гребле, входил в президиум Белорусской федерации каноэ.